# Музейна резиденція Чорткова
Музейна резиденція Чорткова — музейна резиденція у місті Чорткові, науковий культурно-освітній осередок міста.

## Відомості
Розміщена у прилаштованій будівлі 1920—1930-х років з низкою інших установ неподалік від центру Чорткова. Заснована у 1976 році на громадських засадах, як краєзнавчий музей.
Від 1978 — музейний заклад отримав державний статус.
Від 1991 — в музеї майже повністю оновлена експозиція, й вона набула національно-патріотичного спрямування.
До 2002 — музей був відділом Тернопільського краєзнавчого музею. Відтоді став Чортківським районним краєзнавчим музеєм. Від 2014 — у підпорядкуванні міської ради. 26 лютого 2021 року Чортківський міський краєзнавчий музей перейменовано в Музейну резиденцію Чорткова.
У музеї організовуються стаціонарні та пересувні виставки, проводиться науково-дослідна та освітня робота, екскурсії по музею та місту, виступи музейників на місцевому радіомовленні, готуються публікації до міських та районних часописів. Музей співпрацює зі Львівським обласним товариством «Пошук». 

### Ремонт
У 2011 році мешканець Австралії Данило Горожанський після своєї смерті заповів музею 74 тисячі австралійських доларів, за які пізніше почали проводити ремонт музею. Поки тривав ремонт, що викликав ще й непорозуміння з використанням спадкових грошей, музей не відкривається, а його працівники проводили виставки, інші заходи в єпархії, в міській раді, в навчальних закладах.

## Експозиція та фонди, структура
Музейна резиденція має 11 442 експонати основного фонду.
Головні розділи Чортківського краєзнавчого музею:
- Наш край у давнину;
- Життя і побут людей в минулому;
- Стародавні ремесла та промисли;
- Історія українського війська на прикладі нашого краю;
- З історії національно-визвольних змагань на Чортківщині;
- Наслідки більшовицького терору;
- Вигнання фашистських поневолювачів;
- Національно-культурне відродження;
- Економічний розвиток Чортківщини;
- Флора і фауна;
- З історії розвитку релігії у нашому краї.

## Працівники
Керівники
- Іван Черняєв,
- Сергій Пугач,
- Людмила Котенко,
- Яромир Чорпіта (1991—2019),
- Олександра Іванців (в.о.),
- Ольга Чорпіта (в.о.),
- Ірина Щирова (2019—2020),
- Іван Віват (від 2019[7])